# Гидроарсенит меди(II)
Гидроарсенит меди(II), или «зелень Шееле» — неорганическое соединение, кислая соль меди и ортомышьяковистой кислоты с формулой CuHAsO3, зелёные кристаллы, не растворяется в воде. Была получена впервые в 1775 году К. В. Шееле при изучении химических свойств мышьяка, за что была названа позже в его честь.
Зелень Шееле с химической точки зрения имеет непостоянный состав, который можно более корректно охарактеризовать как:
{\displaystyle {\ce {xCu(AsO2)2*yCu(OH)2*zH2O}}}
При этом в зависимости от способа получения и выбора исходных реагентов (карбоната или гидрокарбоната натрия для получения арсенитов) цвет полученного вещества может меняться из-за разных образующихся аморфных структур.

## Получение
- Реакция растворов сульфата меди(II) и арсенита натрия:

{\displaystyle {\mathsf {CuSO_{4}+Na_{3}AsO_{3}+H_{2}O\ {\xrightarrow {}}\ CuHAsO_{3}\downarrow +Na_{2}SO_{4}+NaOH}}}

## Физические свойства
Гидроарсенит меди(II) образует зелёные кристаллы.
Не растворяется в воде и этаноле.

## Применение
Зелень Шееле использовалась в качестве пигмента для масляных красок для бумаги, например, для обоев и бумажных драпировок, а также в красках, восковых свечах и даже на некоторых детских игрушках. Поэтому одно из предположений гласит, что именно зелень Шееле, использовавшаяся в качестве краски, стала причиной смерти Наполеона во время его ссылки на острове Святой Елены.
Он также использовался для окрашивания хлопка и льна. Зелень Шееле более блестящая и долговечная, чем использовавшиеся в то время пигменты на основе карбоната меди. Однако из-за содержания в ней меди она имеет тенденцию тускнеть и чернеть под воздействием сульфидов, будь то в форме атмосферного сероводорода или в смесях пигментов на основе серы или в её составе. Изумрудно-зеленый пигмент, также известная как «парижская зелень», был разработан позже в попытке улучшить зелень Шееле. Он имел такую же склонность к почернению, но был более прочным.
| Зелень Шееле в основных координатах Hex #478800 RGB (71,136,0) | Зелень Шееле в альтернативных координатах Hex #3c7a18 RGB (60,122,24) |
|                                                                |                                                                       |

К концу 19 века оба вида зелени устарели благодаря кобальтовому зелёному, также известному как цинковый зелёный, который гораздо менее токсичен.
Зелень Шееле совместно с парижской зеленью использовалась в качестве инсектицида в 1930-х годах.
Несмотря на доказательства его высокой токсичности, зеленый цвет Шееле также использовался в качестве пищевого красителя для сладостей, таких как зелёный бланманже, любимое блюдо торговцев в Гриноке 19-го века; это привело к давнему предубеждению шотландцев против зелёных сладостей.
Пигмент «Зелень Шееле», состоящий из гидроарсенита меди(II) — сейчас практически вышел из употребления из-за токсичности и канцерогенности.
Гомеопатический препарат «Cuprum arsenicosum»: не доказано, что, не имеет никакого терапевтического эффекта, кроме эффекта Плацебо.